# بلویل، انتاریو
بلویل (انتاریو) (به انگلیسی: Belleville, Ontario) یک شهر در کانادا است که در جنوب استان انتاریو واقع شده‌است.

## خصوصیات
بلویل ۴۹٬۴۵۴ نفر جمعیت دارد.

## خواهرخوانده
شهر لار، بادن-وورتمبرگ خواهرخواندهٔ بلویل (انتاریو) هست.